# Système horaire sur 24 heures
 (décembre 2023).
Si vous disposez d'ouvrages ou d'articles de référence ou si vous connaissez des sites web de qualité traitant du thème abordé ici, merci de compléter l'article en donnant les références utiles à sa vérifiabilité et en les liant à la section « Notes et références ».

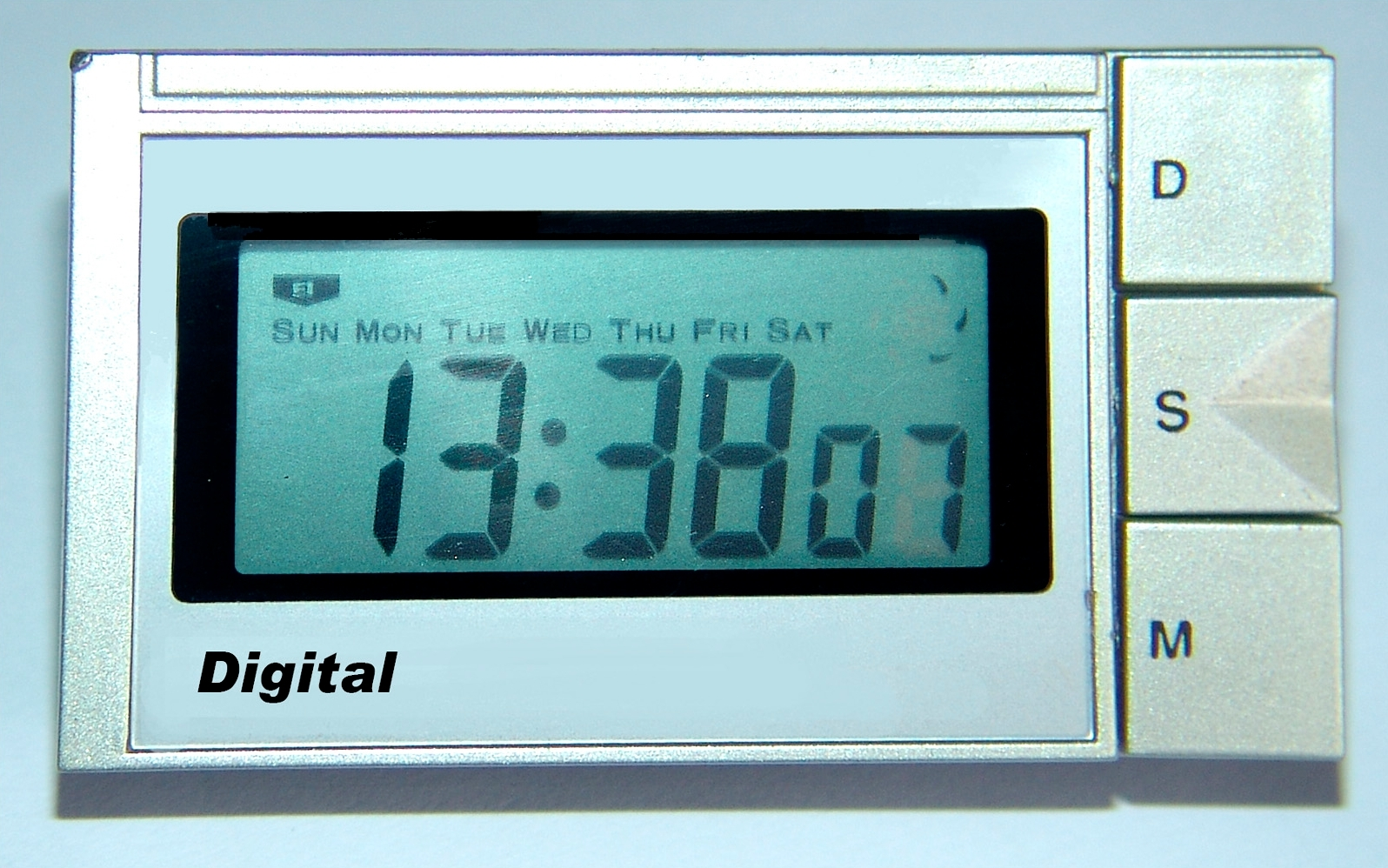
Réveil à affichage numérique sur 24 heures indiquant 13 heures, 38 minutes et 7 secondes.

Le système horaire sur 24 heures est une convention de mesure du temps dans laquelle le jour est divisé en 24 heures, de 0 à 23.

## Description

### Caractéristiques
Dans ce système, une heure est notée sous la forme hh:mm (par exemple 01:23) ou hh:mm:ss (par exemple 01:23:45), où hh (00 à 23) est le nombre d'heures complètes écoulées depuis le dernier jour complet, mm (00 à 59) le nombre de minutes complètes écoulées depuis la dernière heure complète, et ss (00 à 59) le nombre de secondes depuis la dernière minute complète.
Pour les nombres inférieurs à 10, un zéro initial est ajouté. Cependant, ce zéro est parfois omis pour les heures. Si besoin, il est possible d'ajouter une précision supplémentaire après la seconde (par exemple 01:23:45.678)
Le symbole séparant les heures, minutes et secondes est souvent les deux-points (spécifié dans la norme ISO 8601 de représentation de la date et de l'heure). En France et au Québec, la lettre « h » est utilisée si l'horaire se limite aux heures et aux minutes (par exemple 18 h 45). Dans certains contextes (usages militaires américains ou protocoles informatiques, par exemple), aucun symbole de séparation n'est utilisé (par exemple 1845).

### Heures supérieures à 24 h

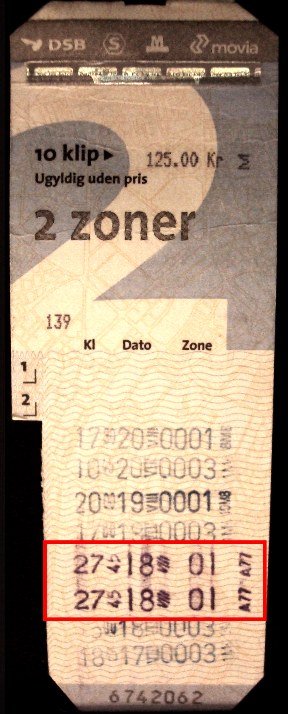
ticket danois indiquant l'heure de fin « 27:45 ».

Le jour commence à 00:00, et se termine par 23:59. Toutefois, lorsque cela est pratique, la notation 24:00 peut être utilisée pour indiquer la fin du jour, lorsqu'un besoin de continuité se fait sentir. Par exemple, un horaire d'ouverture de magasin peut être écrit « 07:00 - 24:00 ». De façon similaire, certaines tables d'horaire de trains utilisent 24:00 pour les arrivées et 00:00 pour les départs.[réf. nécessaire]
Les notations au-delà de 24:00 (comme 24:01 ou 25:59) ne sont pas courantes, mais sont rencontrées de façon occasionnelles, comme au Japon ou à Hong Kong où les horaires d'ouverture s'étendent au-delà de minuit ou dans le domaine télévisé. À Copenhague, ce principe est utilisé sur les tickets de transports : un ticket valable jusqu'à 03:45 peut y indiquer 27:45.
Au Japon, les programmes de télévision utilisent les heures supérieures à 24 h entre minuit et la fin des programmes. Par exemple, la première diffusion des épisodes de Death Note a eu lieu « mardi à 24:56 ». Cela signifie en fait mercredi à 0 h 56, mais dans un programme de télévision l'émission est indiquée à la page du mardi. En Europe l'émission serait aussi à la page du mardi et notée « 0 h 56 ».

### Secondes intercalaires
Quand une seconde intercalaire doit être ajoutée, deux notations de 00:00 sont employées, représentant des instants distincts. Pour un 31 décembre sans seconde intercalaire, la succession des secondes est la suivante :
- 31 décembre 2021, 23:59:59
- 1er janvier 2022, 00:00:00

Pour un 31 décembre à seconde intercalaire :
- 31 décembre 2021, 23:59:59
- 31 décembre 2021, 23:59:60
- 1er janvier 2022, 00:00:00

## Systèmes 12 heures et 24 heures

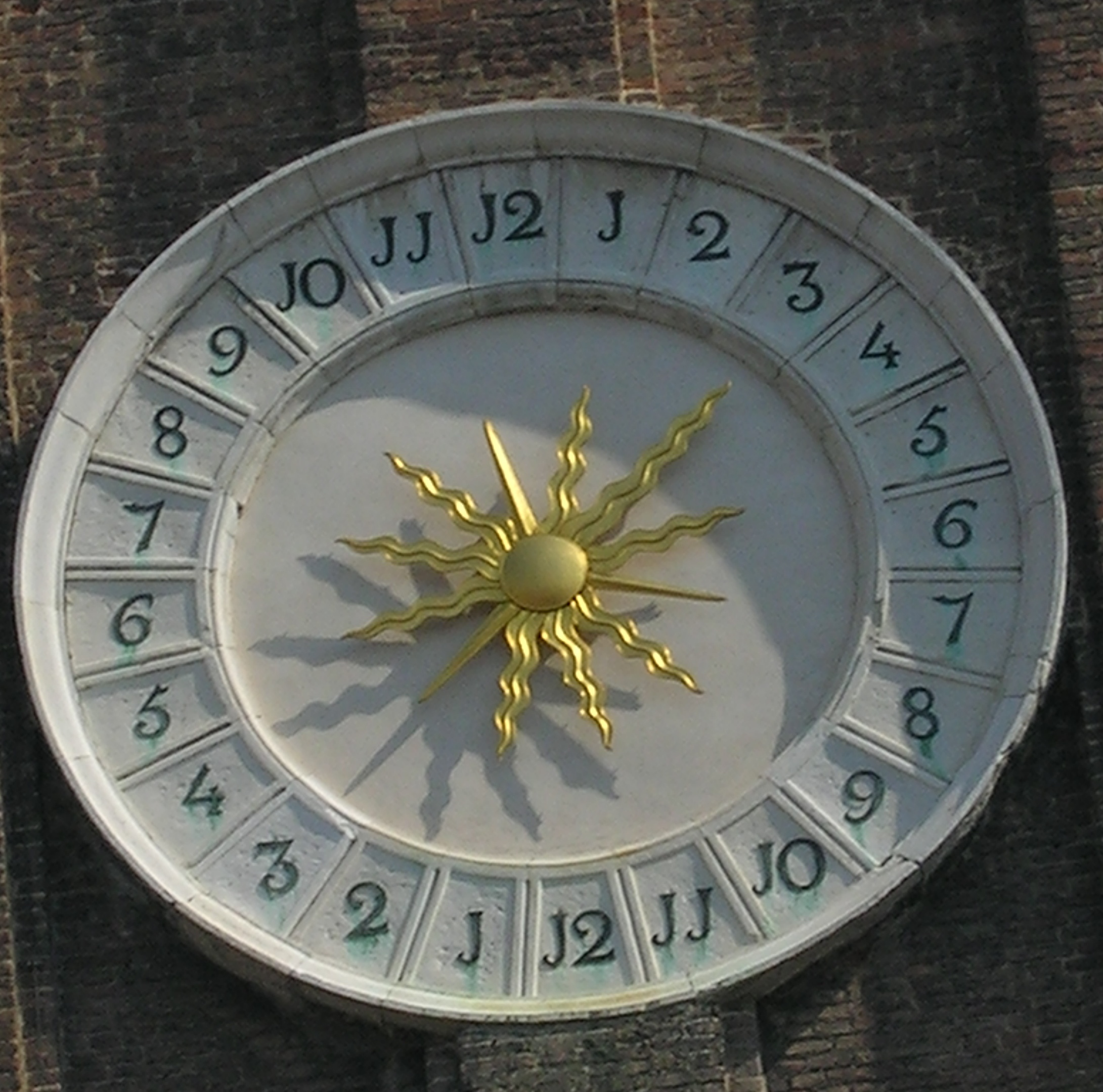
Horloge de Venise indiquant deux fois les heures de 1 à 12.

Le système horaire sur 24 heures est le système le plus communément utilisé dans le monde actuellement. Il s'agit également du standard de la norme ISO 8601 représentant la date et l'heure.
Le Royaume-Uni, L'Australie, le Canada (hors Québec) et les États-Unis utilisent de façon principale le système sur 12 heures qui est encore parfois utilisé à l'oral, en France et au Québec, souvent sans les minutes (on dira, l'après midi, « 3 heures et quart » et non « 3 heures 15 »).
Toutefois, en Amérique du Nord, le système horaire sur 24 heures est utilisé dans les contextes militaires ou médicaux.
Le tableau suivant fait correspondre les heures entières dans les systèmes sur 24 et 12 heures :
| 24 heures          | 12 heures       |
| ------------------ | --------------- |
| 00:00 24:00 (rare) | 12:00 AM minuit |
| 01:00              | 1:00 AM         |
| 02:00              | 2:00 AM         |
| 03:00              | 3:00 AM         |
| 04:00              | 4:00 AM         |
| 05:00              | 5:00 AM         |
| 06:00              | 6:00 AM         |
| 07:00              | 7:00 AM         |
| 08:00              | 8:00 AM         |
| 09:00              | 9:00 AM         |
| 10:00              | 10:00 AM        |
| 11:00              | 11:00 AM        |
| 12:00              | 12:00 PM midi   |
| 13:00              | 1:00 PM         |
| 14:00              | 2:00 PM         |
| 15:00              | 3:00 PM         |
| 16:00              | 4:00 PM         |
| 17:00              | 5:00 PM         |
| 18:00              | 6:00 PM         |
| 19:00              | 7:00 PM         |
| 20:00              | 8:00 PM         |
| 21:00              | 9:00 PM         |
| 22:00              | 10:00 PM        |
| 23:00              | 11:00 PM        |